# Kvarnholm, Iniö
Kvarnholm med Rävaholm är en ö i Finland. Den ligger i Skärgårdshavet och i kommunen Pargas i den ekonomiska regionen  Åboland i landskapet Egentliga Finland, i den sydvästra delen av landet. Ön ligger omkring 58 kilometer väster om Åbo och omkring 210 kilometer väster om Helsingfors.
Öns area är 80,7 hektar och dess största längd är 1,8 kilometer i nord-sydlig riktning. Ön höjer sig omkring 20 meter över havsytan.

## Sammansmälta delöar
- Kvarnholm 60°23′50″N 21°11′35″Ö / 60.39736°N 21.19292°Ö
- Rävaholm 60°23′31″N 21°11′48″Ö / 60.39196°N 21.19653°Ö